# Château de Knutstorp
Le château de Knutstorp (en suédois : Knutstorps borg, en danois : Knudstrup) est un château situé en Scanie dans la commune de Svalöv, près de Landskrona.

## Histoire
Knutstorp est un domaine seigneurial formé au XIVe siècle. Les terres, alors danoises, sont la possession de la famille des seigneurs de Brahe à la fin du Moyen Âge, jusqu’en 1663. Ils font construire le château actuel au milieu du XVIe siècle avec ses pignons à échelons caractéristiques. L'astronome Tycho Brahe y est né, le 14 décembre 1546.
Le château appartient ensuite à la famille Thott, puis à la famille des barons Ankarstierna. Le château est acheté par le comte Fredrik Georg Hans Karl Wachtmeister en 1771, dont les descendants sont toujours les propriétaires aujourd'hui.
Lors de la guerre de Scanie de 1675-1679, le roi de Suède Charles XI fit fortifier le château et y posta une garnison. La position fut prise d'assaut par les Danois le 23 juin 1678, et le château incendié. Il ne fut remis en état qu'en 1728. Le comte Claes Adam Wachtmeister et son épouse, née Amélie von Wrangel, firent aménager un parc à l'anglaise en 1830 et chargèrent l’architecte Carl Georg Brunius de restaurer et étendre le bâtiment. Toutefois, les deux ailes ajoutées furent détruites par un incendie en 1956, si bien que seul demeure le corps de bâtiment principal.

## Source
- (de) Cet article est partiellement ou en totalité issu de l’article de Wikipédia en allemand intitulé « Schloss Knutstorp » (voir la liste des auteurs).